# Schidax saginaria
Schidax saginaria är en fjärilsart som beskrevs av Achille Guenée 1857. Schidax saginaria ingår i släktet Schidax och familjen Uraniidae. Inga underarter finns listade.